# Thrassis aridis
Thrassis aridis är en loppart som beskrevs av Prince 1944. Thrassis aridis ingår i släktet Thrassis och familjen fågelloppor.

## Underarter
Arten delas in i följande underarter:
- T. a. aridis
- T. a. arcuatus
- T. a. campestris
- T. a. hoffmani